# Tina Signesdottir Hultová
Tina Signesdottir Hultová (nepřechýleně Tina Signesdottir Hult; * 1982) je norská portrétní fotografka.

## Životopis
Tina Signesdottir Hultová se narodila v Haugesundu v Norsku v roce 1982. Začala fotografovat již ve škole. Ve fotografii je samouk, specializuje se na portrétní fotografii. V lednu 2018 získala ocenění Hasselblad Masters Award v kategorii portrét.

## Tvorba
Hultová se specializuje na uměleckou a portrétní fotografii.

## Výstavy
- 2017: Image Nation, DeFactory, Paříž, Francie[3]
- 2017: Image Nation, International Photo Expo, Galleria Civica, Desenzano del Garda, Itálie[4]
- 2016: Image Nation – DeFactory – Paříž, Francie
- 2016: The Blind Pilots Project #2 – Thessaloniki, Řecko
- 2015: Výstava Sony World Photography Awards – Somerset House – Londýn, Anglie
- 2014: Samostatná výstava, Cultur Night – Haugesund, Norsko
- 2014: PhotoWorld Exhibition Festival, Breaking photography – New York, USA
- 2014: Photots dag – Preus museum – Horten, Norsko
- 2014: 8. vydání Emirates (2013) „Rozhodující okamžik“ – Saadiyat Cultural District – Abu Dhabi, SAE
- 2014: Samostatná výstava (NsFF), Nordic Light, Mezinárodní festival fotografie – Kristiansund, Norsko
- 2014: Výstava Sony World Photography Awards – Somerset House – Londýn, Anglie
- 2014: Skupinová výstava – Cyan: studio – Oslo, Norsko
- 2013: Skupinová výstava – Cyan: studio – Oslo, Norsko

## Ocenění
- 2015. Sony World Photography Awards. Vítězka v kategorii Národní ceny.[5]
- 2018. Hasselblad Masters Award. Vítězka v kategorii Portrét.[6]